# Чиріпкеу
Чиріпкеу (рум. Ciripcău) — село у Флорештському районі Молдови. Утворює окрему комуну.

## Населення
За даними перепису населення 2004 року у селі проживали 1326 осіб.
Національний склад населення села:
| Національність       | Кількість осіб | Відсоток   |
| -------------------- | -------------- | ---------- |
| молдавани румуни     | 1316 1         | 99,2% 0,1% |
| росіяни              | 5              | 0,4%       |
| українці             | 3              | 0,2%       |
| інша / без відповіді | 1              | 0,1%       |
| Всього               | 1326           | 100%       |